# Marlierea lituatinervia
Marlierea lituatinervia är en myrtenväxtart som först beskrevs av Otto Karl Berg, och fick sitt nu gällande namn av Mcvaugh. Marlierea lituatinervia ingår i släktet Marlierea och familjen myrtenväxter. Inga underarter finns listade i Catalogue of Life.